# Lactona

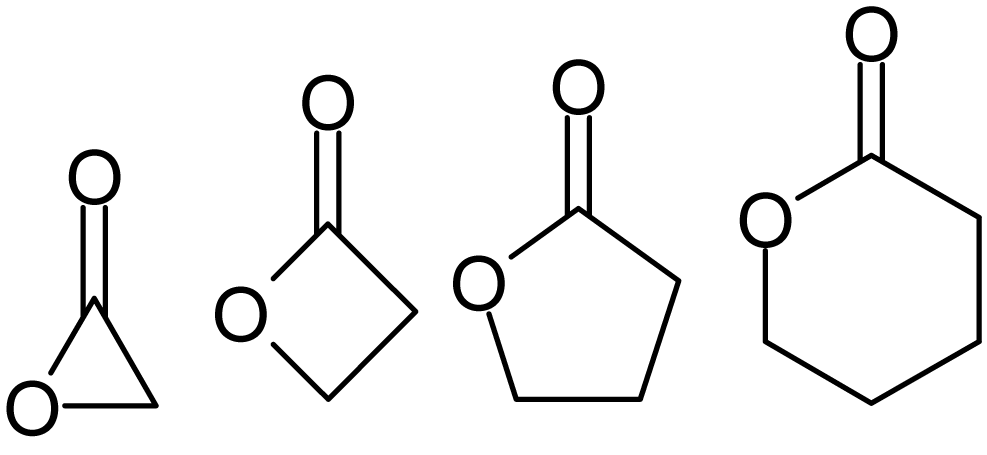
α-, β-, γ-, δ-Lactona.

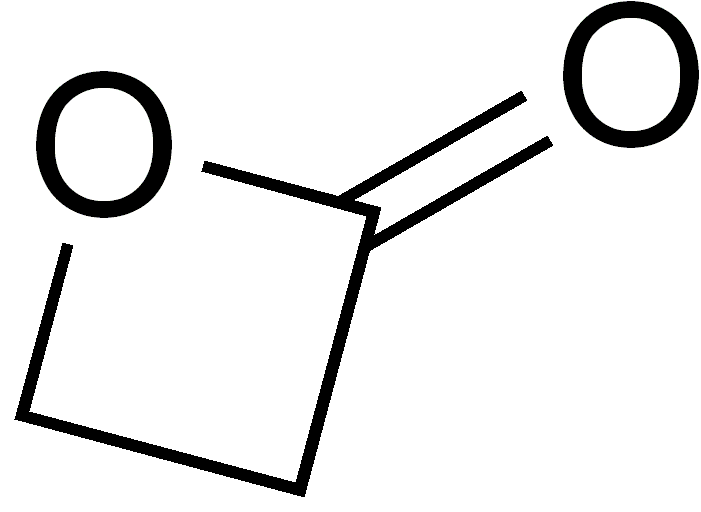
β-propiolactona, formado del ácido beta-hidroxipropiónico.

Una lactona es un compuesto orgánico del tipo éster cíclico. Se forma como producto de la condensación de un grupo alcohol con un grupo ácido carboxílico en una misma molécula. Las estructuras más estables de las lactonas son las que poseen anillos con 5 (gama-lactonas) y 6 miembros (delta-lactonas), por razón de la menor tensión en los ángulos del compuesto. Las gama-lactonas son tan estables que en la presencia de ácidos diluidos a temperatura ambiente, estos de inmediato sufren esterificación espontánea y ciclización sobre la lactona. Las beta-lactonas existen en la química orgánica, pero es necesario prepararlas por métodos especiales.

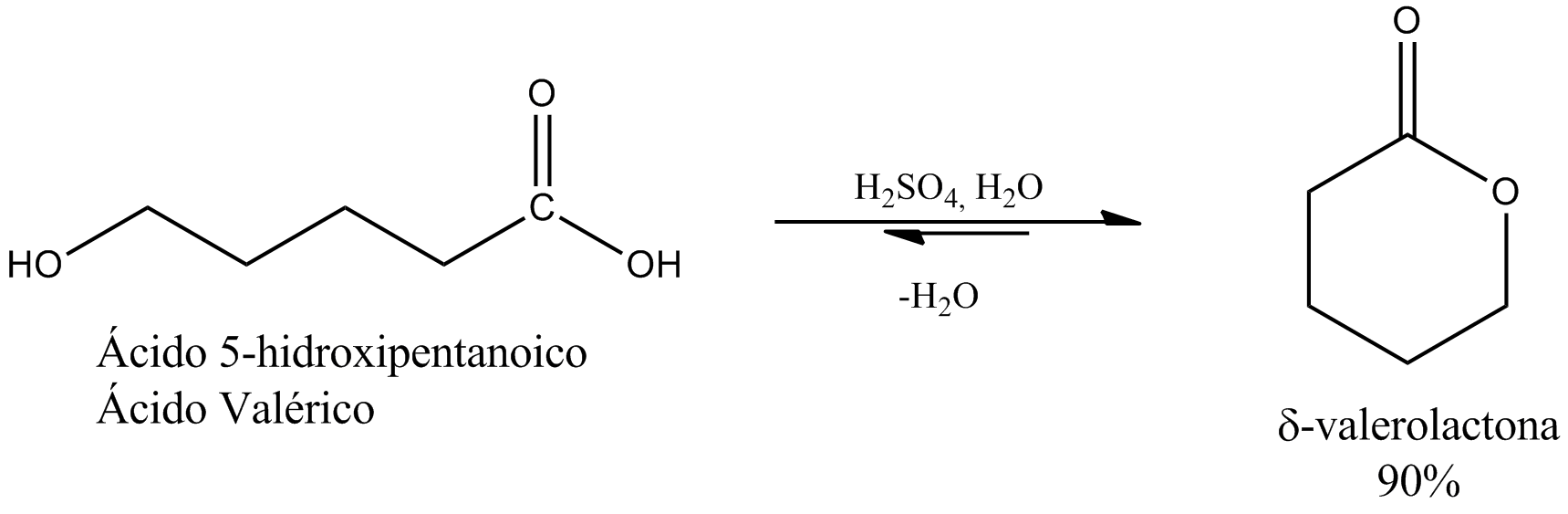
Formación de una lactona a partir de un ácido hidroxicarboxílico.